# Aventurile Cavalerului Albastru (film)
Aventurile Cavalerului Albastru (în poloneză Przygody Błękitnego Rycerzyka) este un film de animație polonez din 1984, regizat de Lechosław Marszałek⁠(d) și inspirat din serialul de animație cu același nume realizat în perioada 1963–1965 de Studioul de filme de animație⁠(d) (Studio Filmów Rysunkowych) din Bielsko-Biała.

## Rezumat
Acțiunea filmului are loc în lumea insectelor. Cavalerul Albastru, un elf nobil și curajos, pornește într-o expediție lungă pentru a o salva pe sora mai mică a unei prințese frumoase, care fusese răpită de un bondar dezgustător. Rătăcind în jurul lumii, el eliberează un gândac, ajută furnicile și o omidă și îl învinge în turnir pe puternicul și îngâmfatul cavaler Jelonek (o insectă cu coarne). Expediția este încununată de succes. În final, prințesa se căsătorește cu contele Tawulec, iar Cavalerul Albastru o cere în căsătorie pe vesela Furnică.

## Distribuție
Vocile personajelor au fost dublate de:
- Michał Bajor — Cavalerul Albastru (voce)
- Piotr Fronczewski⁠(d) — scutierul cavalerului (voce)
- Wiesław Michnikowski⁠(d) — molia (voce)
- Andrzej Stockinger⁠(d) — viespea (voce)
- Alibabki⁠(d) — corul
- Ewa Kania⁠(d) — Regina Fluturilor (voce)
- Joanna Szczepkowska⁠(d) — prințesa (voce)
- Mirosław Konarowski⁠(d) — pajul reginei (voce)
- Hanna Mikuć⁠(d) — furnica (voce)
- Andrzej Gawroński⁠(d) — cavalerul Jelonek (voce)
- Krzysztof Kołbasiuk⁠(d) — contele Tawulec (voce)

## Producție
Scenariul filmului a fost scris de Lechosław Marszałek⁠(d) și Leszek Mech⁠(d), iar dialogurile au fost create de Lechosław Marszałek. Filmul a fost produs în anul 1983 de Studioul de filme de animație⁠(d) (Studio Filmów Rysunkowych) din Bielsko-Biała și a fost regizat de Lechosław Marszałek⁠(d), care a regizat două (ep. 1 și 9) din cele treisprezece episoade ale serialului omonim.
Au fost folosite secvențe din serialul de televiziune original din 1963–1965, care au fost montate în laboratorul Wytwórnia Filmów Fabularnych⁠(d) din Łódź. Creatorii animației au fost Jan Hoder, Zofia Malicka, Marian Wantoła⁠(d), Józef Byrdy, Teresa Rokowska-Kliś, Wiktor Kasza, Roman Janeczko, Kazimierz Faber, Olech Płonka, Urszula Fraś și Henryka Chrobak, iar directorul de imagine a fost Mieczysław Poznański⁠(d). Muzica filmului a fost compusă de Waldemar Kazanecki⁠(d), iar cuvintele cântecelor au fost scrise de Agnieszka Osiecka⁠(d) și Leszek Mech. Imprimarea sunetului a fost realizată de Otokar Balcy⁠(d). Romana Miś și Aleksandra Kordek au fost responsabile cu managementul producției. Filmul a fost montat de Alojzy Mol⁠(d) cu ajutorul monteuzei Irena Hussar. Lungimea peliculei este de 2600 de metri, iar durata filmului este de 90 de minute.

## Premii
Regizorul Lechosław Marszałek a fost distins cu următoarel premii pentru realizarea acestui film:
- Marele Premiu la Festivalul Internațional de Film pentru Copii și Tineret de la Giffoni Valle Piana (1983);
- „Capra de Bronz” (Brązowe Koziołki) și premiul „Marcinek” al juriului filmelor pentru copii la Festivalul Internațional de Film pentru Tineret „Ale Kino!” de la Poznań (1984).